# IBM Somers Office Complex
L'IBM Somers Office Complex est un complexe de bâtiments de bureaux situés à Somers dans l'État de New York, aux États-Unis.
Conçu par l'architecte américain Ieoh Ming Pei via le cabinet Pei Cobb Freed & Partners et construit entre 1984 et 1989, le complexe a une superficie de 3 km2 pour une surface utile de 110 000 m2.
Comme son nom l'indique, il s'agit d'un complexe appartenant à International Business Machines (IBM).